# Morten Ryom
Morten Ryom (født 2. januar 1992) er en dansk fagforeningsmand og socialdemokrat, samt landsformand for 3F ungdom. Fra 2014 til 2018 var han folketingskandidat for Socialdemokraterne i Aalborg Østkredsen. Han opgav dog sit kandidatur, da partiformand Mette Frederiksen ønskede at opstille her. 
Han har tidligere været næstformand (2011-2012) og formand (2012-2014) for Erhvervsskolernes Elev-Organisation. 
I 2014 vandt han DM i debat, arrangeret af Dansk Ungdoms Fællesråd (DUF) og Politiken, under Folkemødet på Bornholm. 

## Historie
Morten Ryom er søn af elektriker Lars Ryom og socialpædagog Birthe Ryom. Han er opvokset i Bislev, en lille landsby syd for Nibe. I 2013 blev han uddannet bearbejdningssmed fra Metal College Aalborg. 

I 2010 blev Ryom valgt til distriktsformand for Nordjylland i Danmarks Socialdemokratiske Ungdom (DSU), men overlod senere på året posten til Esben Korsgaard Poulsen, til fordel for Erhvervsskolernes Elev-Organisation, hvor han både har besiddet posten som næstformand og formand. Som formand var han en aktiv del af debatten om regeringen Helle Thorning-Schmidt I's erhvervsskolereform,
| Citat | Vi føler, at debatten omkring erhvervsskoler har været meget akademiseret. Mange af de stemmer, der har domineret debatten, har aldrig selv gået på en erhvervsskole | Citat |
|       | |       |

I september 2014 meddelte Morten at han fratrådte sin post som formand, idet han havde valgt at blive folketingskandidat for Socialdemokraterne. “Der må aldrig opstå tvivl i offentligheden eller blandt vores aktive om jeg taler som repræsentant for eleverne på landets erhvervsskoler eller et politisk parti. Jeg takker af efter to gode år hvor vi har sat en klar dagsorden for erhvervsuddannelser vi kan være stolte af og som uddanner håndværkere i verdensklasse", udtalte han om årsagen til sin fratrædelse.

## Privat
Privat er Morten Ryom bosat i Aalborg.[kilde mangler]